# Pantano Caroní

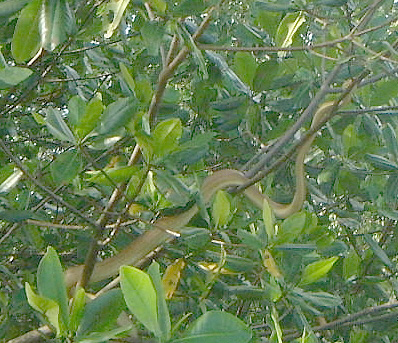
Boa en el Pantanal

El Pantano Caroní es el manglar más grande que existe en Trinidad y Tobago. Se encuentra en la costa occidental de la isla de Trinidad, al sur de su capital, Puerto España, y al noroeste de Chaguanas donde el río Caroní desemboca en el golfo de Paria.
El pantano Caroní es una zona de gran interés naturalístico e importante centro de atracción turística para la isla. Comprende un hábitat de extraordinario valor para especies tales como el Ibis escarlata (Eudocimus ruber), uno de los pájaros nacionales de Trinidad y Tobago.

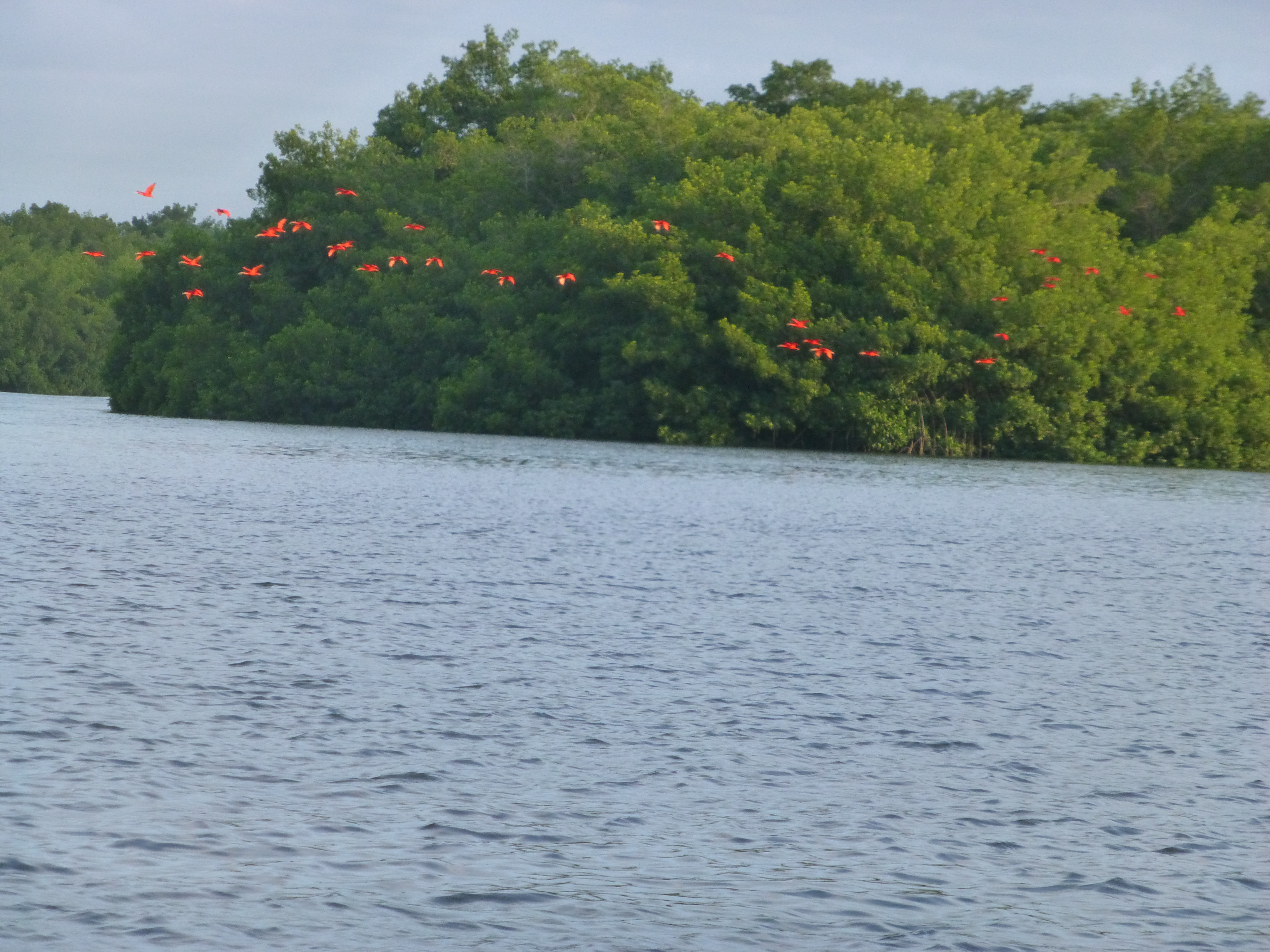
Eudocimus ruber en el Pantano Caroní.